# 五一村 (奧切雷蒂內市鎮)

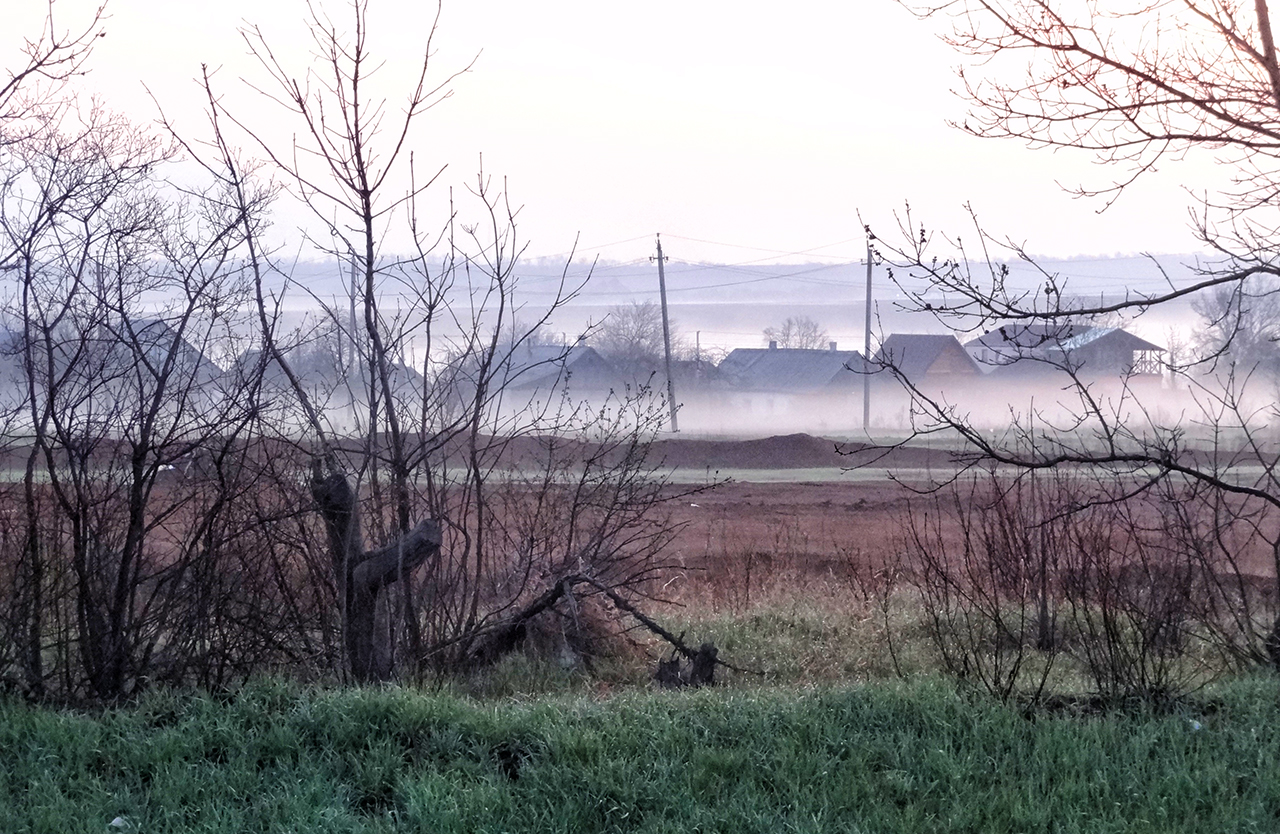
2014年时的村景

五一村（羅馬化：Pervomaiske）是位於烏克蘭東部的村莊，由頓涅茨克州波克羅夫斯克區的奥切雷蒂內市鎮負責管轄。該村的海拔高度169米，2001年人口為2208人。

## 歷史
從2014年至今，俄烏戰爭的前線一直都離這村很近，因此當地平民的生活多年來受到嚴重影響。
2014年11月14日，親俄武裝向駐在該村的烏軍發射炮彈，兩名士兵遇難。
2024年4月10日，乌克兰媒体表示，俄罗斯军队已占领五一村。4月13日，俄罗斯国防部同樣确认已佔領五一村。
2024年9月19日，乌克兰最高拉达将此村改名为阿夫迪伊夫斯凯（烏克蘭語：Авдіївське）。

## 人口統計
根據 2001年烏克蘭人口普查，村民的母語分配如下：
- 烏克蘭語：33.4%
- 俄語：65.8%
- 其他：0.8%